# Armstrong Air and Space Museum

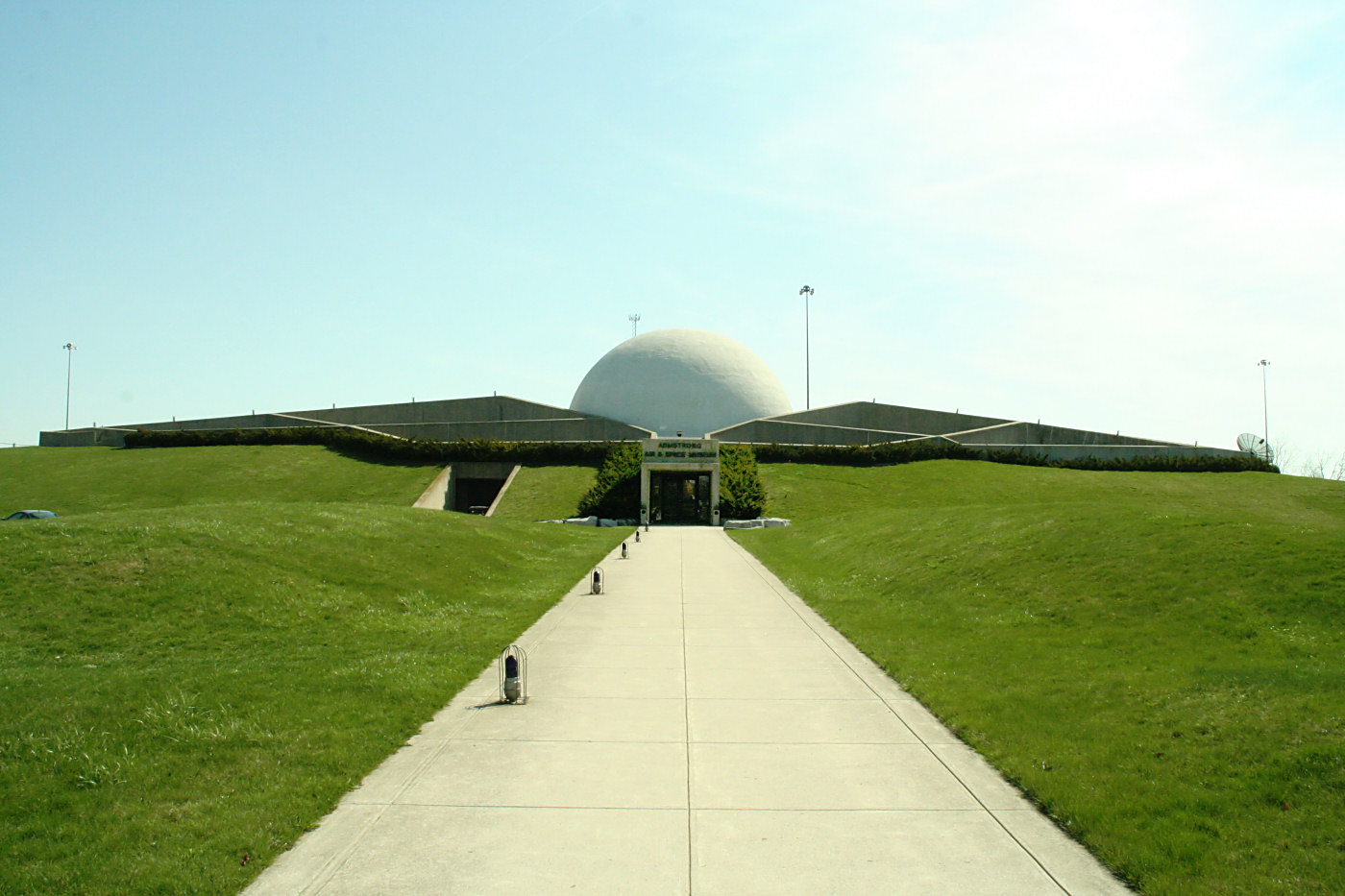
Das Armstrong Air and Space Museum

Das Armstrong Air and Space Museum ist ein Museum in Wapakoneta, Ohio, USA, dem Geburtsort von Neil Armstrong, dem ersten Menschen, der den Mond betrat. Ihm zu Ehren wurde das Museum als ein futuristisches Luft- und Raumfahrtmuseum gebaut.
Das Museum soll den Beitrag Ohios zur Entwicklung der Raumfahrt darstellen. Unter den gezeigten Ausstellungsstücken befindet sich ein Douglas F5D Skylancer, das Landefahrzeug der Gemini 8-Mission, Ausrüstungsteile der Apollo-11-Mission und Mondgestein. Die Ausstellungsstücke sind teilweise Leihgaben vom Smithsonian Air and Space Museum und vom Air Force Museum. Im Astro-Theater des Museums finden Multimedia-Präsentationen statt.
Nach dem erfolgreichen Abschluss der Apollo-11-Mission schlug James A. Rhodes, Gouverneur von Ohio, den Bau eines Museums vor, das Armstrong und „alle Menschen aus Ohio, die die Schwerkraft besiegten“ ehren sollte. Die Gemeinde Wapakoneta brachte über eine halbe Million USD an Spenden auf, und der Bundesstaat Ohio gab eine weitere halbe Million. Nachdem 1970 die Grundsteinlegung stattfand, wurde das Museum 1972 in Anwesenheit von Neil Armstrong und dem neuen Gouverneur John Gilligan eröffnet.
Das Museum wird durch die private, gemeinnützige Ohio Historical Society und durch Spenden von ortsansässigen Bürgern finanziert. Das Museum wird durch John Zwez geleitet, der mit Neil Armstrong verwandt ist. Nachdem das Museum 1999 für 1,15 Mio. USD von der Ohio Cultural Facilities Commission renoviert worden war, wurde es im Juni 1999 wieder eröffnet.